# 大萼赤瓟
大萼赤瓟（学名：Thladiantha grandisepala）为葫芦科赤瓟属的植物，为中国的特有植物。分布在中国大陆的云南等地，生长于海拔2,100米至2,400米的地区，多生长在林中或山坡，目前尚未由人工引种栽培。